# Abram Samoilowitsch Besikowitsch
Abram Samoilowitsch Besikowitsch (russisch Абрам Самойлович Безикович, im Englischen meist als A. S. Besicovitch zitiert; * 24. Januar 1891 in Berdjansk, Gouvernement Taurien; † 2. November 1970 in Cambridge, England) war ein britischer Mathematiker karäisch-russischer Herkunft.

## Leben
Besikowitsch wurde als viertes von sechs Kindern von Eltern geboren, die der jüdischen Religionsgemeinschaft der Karäer angehörten. Er studierte Mathematik in Sankt Petersburg bei Andrei A. Markow, wo er 1912 abschloss. Er heiratete 1916; seine Frau war konvertierte Jüdin und durfte keinen Karäer heiraten, weswegen er für die Heiratserlaubnis zur Orthodoxen Kirche übertrat. Besikowitsch wurde inmitten der Revolutionswirren 1917 Professor in Perm und 1919 in St. Petersburg. 1924 ging er ohne seine Frau (die Ehe wurde 1928 geschieden, im selben Jahr heiratete er erneut eine Russin, die er aus Perm kannte) mit einem Rockefeller-Stipendium nach Kopenhagen zu Harald Bohr, unter dessen Einfluss er sein Arbeitsgebiet von Wahrscheinlichkeitstheorie zu fastperiodischen Funktionen wechselte. 1925 besuchte er Godfrey Harold Hardy in Oxford, der ihm eine Stelle in Liverpool verschaffte. 1927 ging er nach Cambridge, wo er 1950 Nachfolger von John Edensor Littlewood als Rouse-Ball-Professor wurde. 1958 emeritierte er, hielt bis 1966 Gastvorlesungen an verschiedenen US-amerikanischen Universitäten und kehrte danach ans Trinity College in Cambridge zurück.
Besikowitsch ist vor allem für den Ausbau der Theorie der Fraktale bekannt, das heißt Mengen nicht-ganzzahliger Dimension (Hausdorff-Besikowitsch-Dimension, eingeführt von Felix Hausdorff 1918, von Besikowitsch um 1930 ausgebaut). 1925 löste er das Kakeya-Nadelproblem, indem er bewies, dass das von einer um 360 Grad rotierenden Strecke der Länge 1 überstrichene Gebiet beliebig klein sein kann. Schon davor (1919) hatte er gezeigt, dass Besikowitsch-Mengen (die eine Einheitsstrecke in jeder beliebigen Orientierung enthalten) beliebig kleines Maß haben können. Eine Vorlesung von Besikowitsch über das Kakeya-Nadelproblem wurde von der Mathematical Association of America in den 1960er Jahren verfilmt.
Weitere Arbeitsgebiete waren die reelle Analysis, Maßtheorie und die Theorie fastperiodischer Funktionen. Häufig beschritt er dabei überraschende, originelle Wege.
Besikowitsch wurde 1934 als Mitglied („Fellow“) in die Royal Society aufgenommen, die ihm 1952 die Sylvester-Medaille verlieh. Er erhielt 1950 die De-Morgan-Medaille der Londoner Mathematischen Gesellschaft.
Der Asteroid (16953) Besicovitch wurde nach ihm benannt.

## Zitate
- Die Reputation eines Mathematikers stützt sich auf die Anzahl fehlerhafter Beweise, die er gegeben hat, A mathematician´s reputation rests on the number of bad proofs he has given[6]

## Schriften
- Almost periodic functions, Dover 1954
- The Kakeya Problem, American Mathematical Monthly, Band 70, 1963, S. 697.